# Eburia stroheckeri
Eburia stroheckeri är en skalbaggsart som beskrevs av Knull 1949. Eburia stroheckeri ingår i släktet Eburia och familjen långhorningar. Inga underarter finns listade i Catalogue of Life.